# Tom Grambusch
Tom Grambusch (* 4. August 1995 in Mönchengladbach) ist ein deutscher Hockey-Nationalspieler, der 2016 Olympiadritter, 2023 Weltmeister und 2024 Olympiazweiter wurde.

## Leben
Tom Grambusch begann seine Karriere beim Gladbacher HTC. 2013 wechselte er zusammen mit seinem Bruder Mats zu Rot-Weiss Köln. 2015 und 2016 gewannen die Brüder den deutschen Feldhockey-Meistertitel mit den Kölnern.
Bei den Olympischen Spielen 2016 in Rio de Janeiro waren Mats und Tom Grambusch zusammen mit vier weiteren Spielern von Rot-Weiss Köln im deutschen Aufgebot vertreten. Die deutsche Mannschaft gewann die Bronzemedaille. Für diesen Erfolg wurde er gemeinsam mit der Mannschaft am 1. November 2016 mit dem Silbernen Lorbeerblatt geehrt.
Bei der Weltmeisterschaft 2023 in Bhubaneswar wirkte Grambusch in allen sieben Spielen mit und erzielte zwei Turniertore. Im Finale gegen Belgien wurde Deutschland im Shootout Weltmeister. Das Weltmeisterschaftsfinale war Tom Grambuschs 88. Länderspiel. Bei den Olympischen Spielen 2024 in Paris gewann die deutsche Mannschaft ihre Vorrundengruppe vor den Niederländern, die im direkten Vergleich mit 1:0 bezwungen wurden. Mit einem 3:2 gegen die Argentinier und einem 3:2 im Halbfinale gegen die Inder erreichten die Deutschen das Finale gegen die Niederländer. Nach der regulären Spielzeit stand es 1:1 und dann unterlagen die Deutschen im Shootout.
Bis zum 16. August 2024 absolvierte Tom Grambusch insgesamt 125 Länderspiele, in denen er 42 Tore erzielte.
Neben Mats und Tom Grambusch spielte auch die Schwester Pia Grambusch bei Rot-Weiss Köln, sie ist aber inzwischen zum Crefelder HTC gewechselt (2018). Tom Grambusch studierte BWL in Köln.